# 陇东棘豆
陇东棘豆（学名：Oxytropis ganningensis）为豆科棘豆属下的一个种。